# صالح جمال بدوي
صالح جمال بدوي، كاتب وباحث سعودي ولد في مكة المكرمة عام 1940م (1361هـ). من أدباء المملكة العربية السعودية الذين برزوا في اللغة العربية.

## نشأته وحياته العملية
ولد في مكة المكرمة، وتلقى تعليمه الابتدائي في مدرسة الفلاح، والثانوي في المعهد العلمي السعودي، وحصل على بكالوريوس في اللغة العربية والتربية من كلية التربية بمكة المكرمة في شهر صفر سنة 1385هـ/1965م. عُين إثر تخرجه مدرساً بمدارس وزارة المعارف في المدينة المنورة، ثم في مكة المكرمة لمدة عامين معيداً بكلية الشريعة والدراسات الإسلامية بمكة المكرمة.
بعدها توجه لإنجلترا ليدرس في جامعة مانشستر حيث حصل فيها على الماجستير والدكتوراة سنة 1395هـ/1976م. وبعد عودته إلى بلاده سنة 1396هـ عُين مدرساً ثم استاذاً مساعداً في جامعة أم القرى. في سنة 1407هـ أصبح أستاذاً مشاركاً، وتولى عدة مناصب إدارية في الجامعة؛ فعين رئيساً لقسم اللغة العربية بكلية الشريعة والدراسات الإسلامية، ومديرا لمركز بحوث اللغة العربية، كما يعمل مستشاراً ثقافياً غير متفرغ في رابطة العالم الإسلامي، وكمراجع لغوي بمكتب مدير جامعة أم القرى منذ سنة 1417هـ.
حصل على العديد من العضويات في اللجان العلمية منها: رئيس لجنة الكليات النظرية، ضمن اللجان الخاصة بتطوير برامج كليات المعلمين والمعلمات، وعضو الجمعية العلمية السعودية للأدب العربي، وعضو لجنة تكريم رواد مكة المكرمة، وعضو هيئة تحرير مجلة الجامعة (1420-1424هـ)، وهو رئيس اللجنة الثقافية العامة بجامعة أم القرى (1420-1418هـ)، وهو أمين هيئة مجلة الجامعة في جامعة أم القرى (1413-1415هـ).
شارك في وضع منهج اللغة العربية في كلية الشريعة المفتتحة بباكستان سنة 1400هـ، ومنهج مقترح لتعليم اللغة العربية بدورة جاكرتا سنة 1400هـ، كما اشترك في لجنة نشر أعمال الشاعر أحمد بن إبراهيم الغزاوي بجامعة أم القرى، وتصنيف تراثه الشعري، وهو عضو لجنة موسوعة مكة المكرمة بجامعة أم القرى.
ناقش وأشرف على العديد من رسائل الماجستير والدكتوراه، كما شارك في وضع قواعد العمل التنظيمية لموسوعة الشعر العربي، ومجلة الجامعة، وهو عضو بنادي مكة الأدبي منذ سنة 1397هـ، وعضو هيئة تحرير مجلة البلد الأمين بنادي مكة المكرمة الثقافي 1416هـ-1427هـ، وخبير باللجنة العلمية لمجمع الفقه الإسلامي برابطة العالم الإسلامي 1422-1425هـ.
عمل محرراً ثقافياً ومشرفاً على الملحق الثقافي الأدبي الأسبوعي بصحيفة الندوة 1397-1404هـ كما ألقى مجموعة محاضرات في موضوعات ضعف الأداء في اللغة العربية، والعولمة، والحركة العلمية والثقافية بمكة المكرمة.

## مؤلفاته
- عروض الورقة لإسماعيل بن حماد الجوهري تحقيق ودراسة، مطبوعات نادي مكة المكرمة الثقافي، 1406هـ
- خصوصية وحدة الأدب العربي.. العوامل والمظاهر، مجلة جامعة أم القرى، العدد العاشر 1415هـ، وفي خصوصية وحدة الأدب العربي..، ط2، مكتبة نهضة الشرق، جامعة القاهرة، 1415هـ-1416هـ
- نحو تقسيم مرحلي للأدب العربي السعودي، بحوث المؤتمر الثاني للأدباء السعوديين، 1419هـ
- الأعمال الكاملة لمحمد عمر توفيق، إعداد ومراجعة، الناشر: جامعة أم القرى 1419هـ-1425هـ
- المشايخ: الطيب الساسي، وعبد الله الطاهر الساسي، وعبد السلام الطاهر الساسي، لمحات من من السيرة العلمية والعملية، إعداد جامعة أم القرى، 1426هـ
- الأديب العالم والرائد التربوي محمد طاهر بن مسعود الدباغ.. لمحة عن السيرة العلمية والعملية، إعداد جامعة أم القرى، 1427هـ، ومن أعماله غير المنشورة:
- شعر المقطعات.. دراسة في الشكل
- الاتجاهات الموضوعية الكبرى لرسائل الماجستير والدكتوراه في الأدب في المملكة العربية السعودية
- في الأصول الفكرية للمذاهب الأدبية: الرومانتيكية، ولغات الشعوب الإسلامية: الأهمية والمكانة التاريخية والحضارية قُدم لمجلس التعليم العالي بدول مجلس التعاون لدول الخليج العربية.[3]

## انظر أيضًَا
- عبد الله الغذامي
- عبد الرزاق بن فراج الصاعدي

## وصلات خارجية
- مشوار د صالح جمال بدوي.